# Proconsolo
Proconsolo era il nome del magistrato che presiedeva l'Arte dei Giudici e Notai nella medievale Repubblica fiorentina.  Dal 1317 esso divenne il capo di tutte le arti o corporazioni fiorentine (Proconsolo delle Arti). Egli aveva giurisdizione sulle controversie interne alle singole arti.
Come tutte le arti maggiori quella dei Giudici e Notai si riuniva in un palazzo prestigioso, ancora oggi esistente, sia pure largamente rimaneggiato: il Palazzo dell'Arte dei Giudici e Notai (o del Proconsolo), che si trova in via del Proconsolo 6, come si legge in un'epigrafe sovrastante la porta di ingresso. Esso era costituito da una vasta sala sormontata da un'alta torre. Al piano terreno la vasta sala delle udienze dell'arte mostra affreschi con le effigie di vari uomini illustri latini, medioevali e del primo rinascimento, fra queste quella di Dante Alighieri che forse è il più antico ritratto fra quelli a noi pervenuti.